# Josefine Lindstrand
Josefine Lindstrand, född 23 augusti 1981, är en svensk sångare, pianist och kompositör. Hon släppte 2009 albumet There Will Be Stars (baserad på dikter av Sara Teasdale) på Caprice Records. Lindstrand har skrivit ca 80 verk. Hon har varit förband till Maia Hirasawa.

## Priser och utmärkelser
- 2004 – Ted Gärdestadstipendiet
- 2009 – Rikskonserter utmärkelse Jazz i Sverige[2]